# 長野稙藤
長野 稙藤（ながの たねふじ）は、戦国時代の武将。伊勢国の戦国大名。長野工藤氏14代当主。

## 生涯
永正元年（1504年）、13代当主・長野通藤の子として誕生。永正8年（1511年）から大永元年（1521年）の期間内に元服、10代将軍・足利義稙と父・通藤からそれぞれ偏諱を受けて稙藤に改名している。
享禄3年（1530年）、父が死去したため、家督を継いで14代当主となる。伊勢の支配権をめぐって、南伊勢の雄たる北畠晴具と争った。天文年間中期から後期にかけて、嫡男・藤定に家督を譲って隠居したものと思われるが、その後も藤定と共に軍を指揮し、政務を執っていた形跡があることなどから、藤定と共同統治を行なっていたものと推測される。北畠家との抗争はその後も続いたが、天文16年（1545年）からの北畠晴具の侵攻に次第に押され気味となった。永禄元年（1558年）に北畠具教の次男・具藤を藤定の養子に迎え、家督を強制的に譲らされることで和睦した。実質的に長野氏は北畠家に臣従したのである。
永禄5年（1562年）5月5日、死去。享年58。永禄5年説をとるのであれば、同日に嫡男の藤定も死去しているため、北畠氏に暗殺された可能性が高い。